# Corazón de tiza
«Corazón de tiza» es una canción del grupo de pop-rock español Radio Futura publicada en 1990, incluido en su último álbum de estudio Veneno en la piel.

## Descripción
Aunque en ocasiones se ha criticado la falta de originalidad del tema, se trata de uno de los últimos grandes éxitos del grupo madrileño antes de su disolución, llegando a alcanzar el puesto número 7 en la lista de los más vendidos confeccionada por AFYVE.
La canción llegó a ser número uno de la lista de Los 40 Principales la semana del 18 de agosto de 1990.

## Versiones
La canción fue versionada por Rosario Flores para el álbum homenaje a Radio Futura Arde la calle, publicado en 2004.
Existe también una versión del grupo infantil Bom Bom Chip, grabada en 1992.